# Xostylus longiflagellatus
Xostylus longiflagellatus là một loài chân đều trong họ Janiroidea incertae sedis. Loài này được Birstein miêu tả khoa học năm 1970.